# Stacy Sykora
Stacy Sykora (* 24. Juni 1977 in Fort Worth, Texas) ist eine US-amerikanische Volleyballspielerin.

## Karriere
Sykora besuchte bis 1995 die Burleson High School. Von 1996 bis 1999 spielte sie Volleyball an der Texas A&M University. Von 2000 bis 2012 war sie – mit Unterbrechungen – bei verschiedenen ausländischen Vereinen aktiv, vorwiegend in Italien.

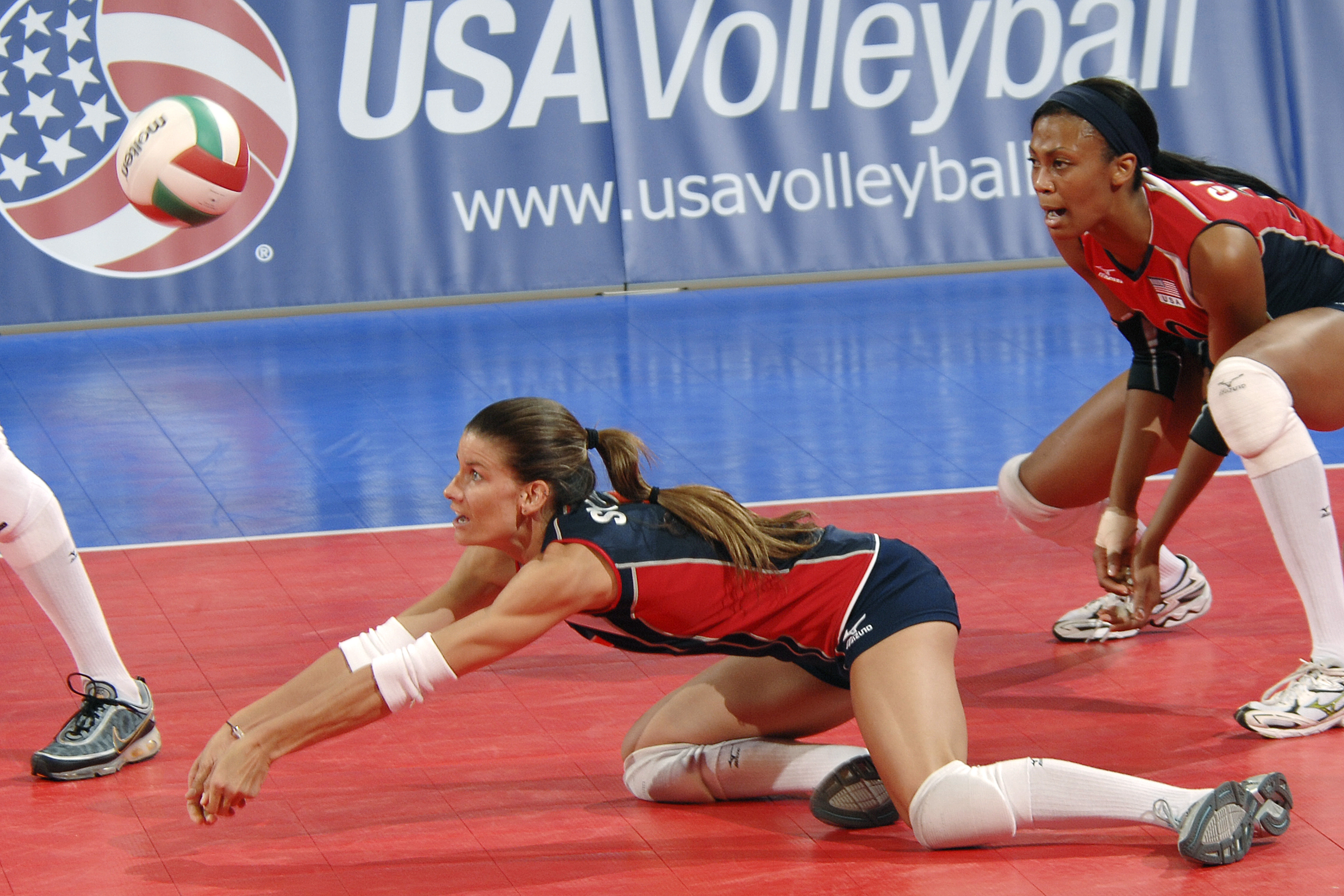
Stacy Sykora 2008

Am erfolgreichsten war die Libera mit der US-amerikanischen Nationalmannschaft, mit der sie dreimal an Olympischen Spielen teilnahm und dabei 2008 in Peking die Silbermedaille gewann. Bei der Weltmeisterschaft 2002 in Deutschland wurde die Libera Zweite. 2003 und 2007 gewann Sykora beim Weltpokal jeweils die Bronzemedaille. Beim World Grand Prix gewann sie mit der Mannschaft 2001 und 2010 jeweils die Goldmedaille sowie 2003 und 2004 jeweils die Bronzemedaille. Sykora erhielt zahlreiche Einzelauszeichnungen, u. a. Beste Libera bei der Weltmeisterschaft 2010 in Japan. Wegen schwerer Kopfverletzungen nach einem Busunfall 2011 in Brasilien verpasste Sykora die Olympischen Spiele 2012 und musste im Dezember 2012 ihre Karriere beenden.